# البنيات الشمالية

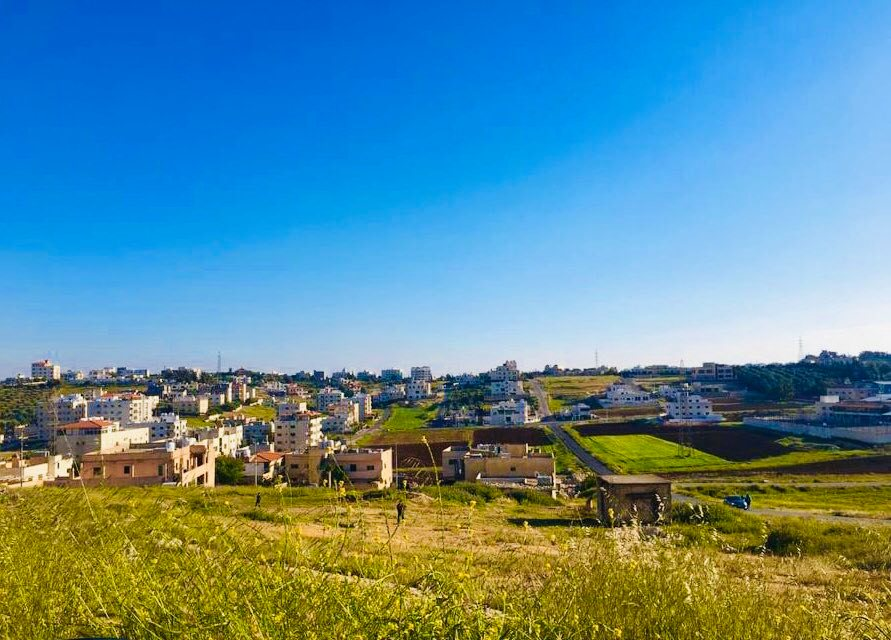
صورة توضح جمال منطقة البنيات في العاصمة عمان حيث يظهر فيها السفوح الخضراء وتوزيع المباني حولها

البنيات الشمالية (بالإنجليزية: Al Bunayyat ash Shamaliyah)‏ هي بلدة في محافظة عمان تقع إلى الشمال الغربي من الأردن إلى الجنوب الغربي من العاصمة الأردنية عمّان، أي محور ربطي بين جنوب عمان وغرب عمان، تقع على منطقة مُطلّة على طريق المطار، كَون أبرز ما يميزها وجود جامعة البتراء الأهلية فيها.